# 睡眠薬
睡眠薬（すいみんやく、英語: Hypnotic、Soporific、Sleeping pill）とは、不眠症や睡眠が必要な状態に用いる薬物である。睡眠時の緊張や不安を取り除き、寝つきをよくするなどの作用がある。眠剤、睡眠導入剤、催眠薬とも呼ばれる。多くは国際条約上、乱用の危険性のある薬物に該当する。ハーバード大学医学部によると、睡眠薬や市販の睡眠改善食品を使用する前に、医師に相談する必要がある。
これらの薬による「睡眠」とは比喩であり、麻酔として使用された場合に意識消失を生じさせていることであり、通常の睡眠段階や自然な周期的な状態ではない。患者はまれにしか、麻酔から回復し新たな活力とともに気分がすっきりすることを感じない。この種類の薬には一般的に抗不安作用から意識消失までの用量依存的な効果があり、鎮静/催眠薬と称される。
化学構造により、ベンゾジアゼピン系、非ベンゾジアゼピン系、オレキシン受容体拮抗薬、バルビツール酸系や抗ヒスタミン薬などに分類される。これはオレキシン受容体拮抗薬と抗ヒスタミン薬を除き、GABAA受容体に作用し、また薬剤間で効果を高めあう相加作用がある。作用時間により、超短時間作用型、短時間作用型、中時間作用型、長時間作用型に分類される。ほかの種類の睡眠薬にメラトニン受容体に作用する、メラトニンホルモンとメラトニン受容体作動薬とがある。バルビツール酸系の薬は治療指数が低く、現在では過量服薬の危険性を考慮すると使用は推奨されない。バルビツール酸系の危険性のため、1960年代にはベンゾジアゼピン系が主流となったが、これにも安全上の懸念があり、1980年代に非ベンゾジアゼピン系が登場した。この非ベンゾジアゼピン系もベンゾジアゼピン系と大きな差が見られず、現在では薬物療法以外の方法に注目される。
副作用として、GABA受容体に作用する睡眠薬には依存形成のほか、服用後の記憶がない健忘（記憶障害）、記憶がない状態での車の運転などの夢遊行動、起床後の眠気、悪夢などがある。まれに一過性の健忘、脱抑制、自動行動などが組み合わさった奇異反応を生じる。健忘状態で自殺企図を行う事例があり、助かった場合にしかそれが奇異反応であったことが判別しにくい。バルビツール酸系、ベンゾジアゼピン系、非ベンゾジアゼピン系とメラトニン作動薬の使用は抑うつ症状を増加させる。1996年には、世界保健機関はベンゾジアゼピン系の「合理的な利用」は30日までであるとしている。また自殺の危険性を増加させるため慎重な監視と、自殺の恐れ、物質依存、鬱病、不安では特別な注意が必要であり、処方するとしても数日から数週間としている。しかし、長期間にわたる処方が行われる場合がある。睡眠薬の長期的な使用は死亡リスクを高めることが実証されている。男女ともに、睡眠薬の使用が自殺の増加に結びついていることが明らかになっている。また他害行為の危険性を高める薬剤がある。
睡眠薬の多くは規制対象物質である。1971年より向精神薬に関する条約が公布され、バルビツール酸系とベンゾジアゼピン系の多くは、乱用の危険性があるために、国際条約上の付表（スケジュール）IIIおよびIVに指定され流通が制限される。アメリカでは規制物質法にて同様に付表にて定められている。日本においても、国際条約に批准しているため麻薬及び向精神薬取締法において、第2種向精神薬にはバルビツール酸系のアモバルビタールやペントバルビタール、ベンゾジアゼピン系のフルニトラゼパム、第3種向精神薬にはほかのベンゾジアゼピン系や非ベンゾジアゼピン系の多くが定められている。第2種向精神薬は付表III、第3種向精神薬に付表IVに相当する。2010年に国際麻薬統制委員会は、日本でのベンゾジアゼピン系の消費量の多さの原因に、医師による不適切な処方があるとしている。それに加え、2010年に日本の4学会が合同で危険な多剤大量処方に注意喚起している状況である。離脱症状や、依存症の危険性についても医師が知らない場合があることが報告されている。

## 歴史
1869年には抱水クロラールが合成され、睡眠のために用いられたが、1900年ごろにバルビツール酸系が登場すると、置き換えられていった。
まだ、薬剤の特性や疾患の区別が発達しておらず、鎮静にも睡眠にも用いられた。1952年まではひどい興奮、混乱を示す患者に対処するには、拘束や、バルビツール酸系が用いられたが、バルビツール酸系には睡眠性と致死性の重大な副作用があった。初の抗精神病薬が登場すると（つまりクロルプロマジンの登場）、このような用途でバルビツール酸系は用いられなくなった。現今においても、日本の不審死から検出されるのが、1957年に承認された混合薬のベゲタミンの成分である、抗精神病薬のクロルプロマジンとバルビツール酸系のフェノバルビタールと古い抗ヒスタミン薬のプロメタジンである。
1960年には、ベンゾジアゼピン系の薬剤が販売される。
1940年代に、ホフマン・ラ・ロッシュ製薬会社のレオ・スターンバックが、染料を目的としてキナゾリン化合物を作ったつもりが、偶然にものちにベンゾジアゼピンとして知られる物質を合成しており、抗不安作用が見いだされ、クロルジアゼポキシドと命名された。バルビツール酸系のフェノバルビタールのような薬の危険性が認識されるなか、クロルジアゼポキシドは、アメリカで1958年5月に特許が承認され、1960年代にリブリウムの商品名で販売が承認された。
この種類の薬に限らず、商業的に成功した医薬品に類似した医薬品を医薬品設計し、特許を取得し販売するのは製薬会社の戦略である。同社も、そうした類似の化合物を合成し、ベストセラーとなったジアゼパムもその中に含まれる。

ベンゾジアゼピン系の、基礎となる化学構造。
クロルジアゼポキシドは、初のベンゾジアゼピン系の物質である。日本では1961年に、コントールやバランスなどの商品が登場した。
ジアゼパムは、その類似の構造を持つ模倣薬（me too drug）で、広く普及したもののひとつである。

1960年代には、相加的に作用が高まり、呼吸を抑制して死亡することが知られているため危険だとされていたバルビツール酸系とベンゾジアゼピンと、アルコールとで交叉耐性が見出され、似たような部位に作用しているのではないかと考えられた。さらに研究が進むとGABA受容体に作用していることが明らかになった。
1969年に、女優のジュディー・ガーランドが、アルコールとベンゾジアゼピンの相加作用で死亡すると、アメリカ上院の調査委員会が発足し、処方が減っていった。1971年には、これらを含めた薬剤の乱用の危険を防止するための向精神薬に関する条約が公布された。アメリカでは1975年には、ベンゾジアゼピン系はスケジュールIVに指定され短期間に限った処方が認められた。
イギリスでは、1980年代にモーズレー病院のマルコム・レーダーにより、ベンゾジアゼピンの常用量での依存の問題が提起され、メディアでたびたび取り上げられるようになった。1981年には、マルコム・レーダーらの開催した会議からの提言を受け、1982年に医学研究審議会（MRC:Medical Research Council）は、長期のアルコール依存症と類似した脳の委縮が見られるとの報告を受けての調査を行うとしたが、それは行われなかった。1984年には、ヘザー・アシュトンが国民保健サービス（NHS）に薬物の離脱のためのクリニックを開設する。ロシュ社およびジョン・ワイス社に対し約1万7,000件の集団訴訟が行われた。
英国放送協会（BBC）のドキュメンタリー番組「パノラマ」でハルシオンの危険性の特集が行われ、番組の制作に関わったエジンバラ大学のイアン・オズワルドは、臨床試験に架空の患者のデータがあることといった指摘を行い、ハルシオンの認可が取り消された。特に、ハルシオンを飲んでいたイーロ・グランドバーグが、寝ている老母の頭を9回撃ったことで、薬害であるとアップジョン社を訴え、法廷外で和解したことも話題となった。

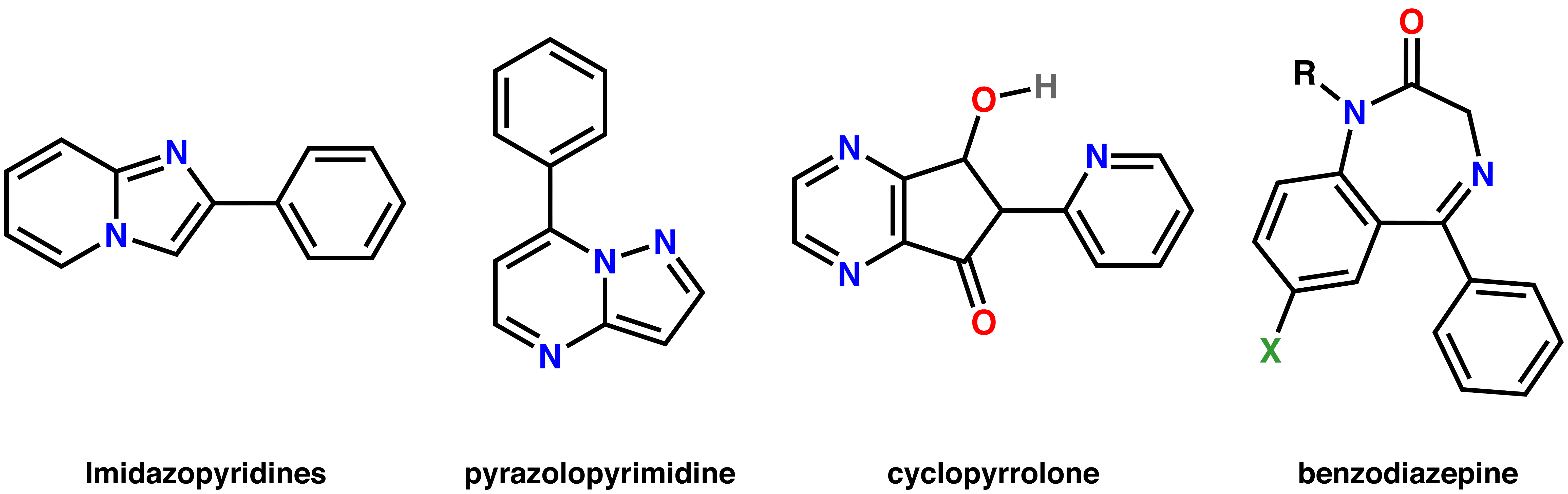
左3つ：非ベンゾジアゼピン系の基礎となる化学構造。右：ベンゾジアゼピン系の基礎となる構造。構造は違うが、GABA受容体に作用するといった基本的な標的は変わらない模倣薬（me too drug）である。

1980年代に、非ベンゾジアゼピン系の睡眠薬が登場したが、ほとんどの臨床試験が安全性と有効性が数週間までしか検証されていない。のちに、睡眠薬の使用が死亡の危険性を増加させるという報告がいくつかなされた。非ベンゾジアゼピン系が、有効性、不眠症を十分に改善できないことや、安全性、昼間の倦怠感や、健忘といった認知機能への影響、転倒、骨折、事故、薬物耐性や依存において、ベンゾジアゼピン系と差が見られずに疑問が呈されている。非ベンゾジアゼピン系であっても、現今の日本の不審死から検出される。
1990年代に入ると、欧米では抗うつ薬のSSRIが登場しうつ病の喧伝とともに、ベンゾジアゼピンの危険性が指摘されるようになる。1996年には、世界保健機関により、物質乱用や危険性について検討された「ベンゾジアゼピンの合理的な利用」という報告書が作成され、使用は30日以下の短期間にすべきとされている。
イギリスでは、1993年には約1,000万あったベンゾジアゼピン系睡眠薬の処方数は、2003年には約6万に減少し、非ベンゾジアゼピン系が400万以上へと増加した。
安全性のガイドラインに従わなかったために依存症になり、急速に解毒した場合、重篤になれば発作や死の危険性があることを知らされずにいたという過失の報告が増加している。
2010年前後では、睡眠のために抗精神病薬の使用を促進する目的での違法なマーケティングが、高齢者の死亡リスクを高めるとの記載があるのにかかわらず行われたため、アメリカで数億ドル以上の罰金が各製薬会社に課されている。
日本では1960年代初頭に、若者を中心に乱用がブームとなった。この経緯で、規制が強化された。しかしながら1980年代からは、ハルシオンを中心とする睡眠薬の乱用がみられ、社会問題化している。
睡眠薬に分類される薬の多くは、麻薬及び向精神薬取締法にて向精神薬に定められており、譲渡および転売することは違法となる。

## 種類

### ベンゾジアゼピン系

ベンゾジアゼピン系薬は、睡眠の構造におけるレム睡眠および深い睡眠段階を妨げる。

1960年代にバルビツール酸系の危険性から、よく用いられるようになった。GABA受容体に作用する。近年は、新しい非ベンゾジアゼピン系睡眠薬に置き換えられた。ベンゾジアゼピンは、短期的には有効であるが、1 - 2週間後には耐性が形成され、そのため長期間の使用には無効となる。
中止時にはベンゾジアゼピン離脱症状が生じる可能性がある。これは反跳性不眠、不安、混乱、見当識障害、不眠、知覚障害の特徴を持つ。したがって、耐性、薬物依存、長期使用の副作用を避けるために処方は短期に限られる。
同じくGABA受容体に作用するアルコールとの併用は相加作用を強める危険性が高く、特に力価の強い薬剤では呼吸中枢を抑制し死に至る危険性がある。同じくGABA受容体に作用する気分安定薬として販売される抗てんかん薬とも相加作用がある。常用により効果が弱くなる耐性が生じ数週間でほとんど効果がなくなるが、そのために多剤大量処方となりやすく、とりわけ長期間、高用量の服用で離脱症状が激しく生じるため、急な断薬は推奨されない。離脱に入院を要するような致命的な発作を引き起こす可能性がある薬物というのは、ベンゾジアゼピン系やバルビツール酸系の鎮静催眠薬およびアルコールのみである。また離脱症状の特徴として遷延性離脱症候群が生じる。
現在、日本国内の睡眠薬のうち、ベンゾジアゼピン系睡眠薬が占める割合は処方箋発行ベースで約65%である。

### 非ベンゾジアゼピン系
1980年代に登場し、ベンゾジアゼピン系にかわりよく用いられるようになった。GABA受容体に作用する。非ベンゾジアゼピン系は、Zから始まる物質名が多くZ薬とも呼ばれる。
現在、日本国内の睡眠薬のうち、非ベンゾジアゼピン系睡眠薬が占める割合は処方箋発行ベースで約30%である。

### バルビツール酸系
1900年ごろに登場したが、1960年代以降有名人が睡眠薬を服用し死亡した例が報道された原因の薬剤で、危険視されベンゾジアゼピン系に置き換えられていった。GABA受容体に作用する。

### メラトニン
メラトニンは、ほぼすべての生物の体内に自然に存在し、動物では概日リズムを調節しているホルモンである。アメリカやイギリスでは処方箋が不要で、単にサプリメントとして販売されている。日本においては個人輸入が必要になる。メラトニンは、忍容性が高く依存性がない。ベンゾジアゼピン系の使用に抵抗のある小児科でも用いられてきた。高齢者でもベンゾジアゼピン系のような日中の認知機能の低下はなく、記憶や気分の改善もみられている。催眠作用はジアゼパム（ベンゾジアゼピン系）やゾルピデム（非ベンゾジアゼピン系）よりも弱い。メラトニンを追加しベンゾジアゼピン系を徐々に減量するよう指示した二重盲検の試験では、メラトニン群の78%がベンゾジアゼピン系を中止し、主観的な睡眠の質が改善されていた。メラトニンは睡眠リズムの異常には効果があるが、一般的な不眠症には効果が乏しい。

#### メラトニン受容体作動薬
メラトニンは天然の物質なので特許を取得することはできず、作用を模倣するラメルテオン（ロゼレム）が市場に出ている。体重増加の副作用がある。
現在、日本国内の睡眠薬のうち、ラメルテオンが占める割合は処方箋発行ベースで数％である。

### 抱水クロラール
抱水クロラール系の薬物は1869年に合成されたが、安全性が低く1900年前後にはバルビツール酸系に置き換えられ、ほとんど使用されなくなった。依存性や臓器障害の悪化のおそれがある。

### オレキシン受容体拮抗薬
スボレキサントは睡眠を促すのではなく、覚醒状態を抑制するため、GABAに影響を及ぼし習慣性と依存性があり短期的な使用が推奨されるベンゾジアゼピン系や非ベンゾジアゼピン系とは異なった副作用により、長期的に使用できるとされている。

## 日本で承認されているもの
- 超短時間作用型
  - トリアゾラム（商品名：ハルシオンなど。ベンゾジアゼピン系）
  - ゾピクロン（商品名：アモバン。シクロピロロン系）
  - 酒石酸ゾルピデム（商品名：マイスリー。イミダゾピリジン系）
  - エスゾピクロン（商品名：ルネスタ。シクロピロロン系）
- 短時間作用型
  - エチゾラム（商品名：デパス、エチカームなど。チエノジアゼピン系）…エチゾラムの主効能は、本来は、抗不安薬としてである。
  - ブロチゾラム（商品名：レンドルミンなど。チエノジアゼピン系）
  - ロルメタゼパム（商品名：エバミール、ロラメット。ベンゾジアゼピン系）
  - ブロムワレリル尿素（商品名：ブロバリン。有機臭素化合物）
- 短-中時間作用型
  - ペントバルビタール（商品名：ラボナ、ネンブタールなど。バルビツール酸系）
  - 塩酸リルマザホン（商品名：リスミーなど）
- 中時間作用型
  - フルニトラゼパム（商品名：サイレース、ロヒプノールなど。ベンゾジアゼピン系）
  - ニトラゼパム（商品名：ベンザリン、ネルボンなど。ベンゾジアゼピン系）
  - ニメタゼパム（商品名：エリミン。ベンゾジアゼピン系）
  - エスタゾラム（商品名：ユーロジンなど。ベンゾジアゼピン系）
  - アモバルビタール（商品名：イソミタール。バルビツール酸系）
  - 抱水クロラール（商品名：エスクレ。抱水クロラール系）
- 長時間作用型
  - フルラゼパム（商品名：ダルメート、ベノジールなど。ベンゾジアゼピン系）
  - フェノバルビタール（商品名：フェノバール。バルビツール酸系）
  - ハロキサゾラム（商品名：ソメリン。ベンゾジアゼピン系）
  - クアゼパム（商品名：ドラール。ベンゾジアゼピン系）
- その他
  - ベゲタミンA/B（塩酸クロルプロマジン、塩酸プロメタジン、フェノバルビタール混合薬）
  - ラメルテオン（メラトニン受容体作動薬）[52]
  - スボレキサント（商品名：ベルソムラ。オレキシン受容体拮抗薬）
  - レンボレキサント (商品名：デエビゴ。オレキシン受容体拮抗薬)

## 有効性
非ベンゾジアゼピン系の睡眠薬の有効性を評価するために、出版バイアスを除外してメタアナリシスを行ったが、偽薬でも睡眠薬の半分の効果が見られ、睡眠の問題も十分に改善しないことが明らかになった。
60歳以上の不眠症の高齢者に対する非ベンゾジアゼピン系の睡眠薬（ザレプロン、ゾルピデム、ゾピクロン）の使用に関する試験をメタアナリシスしたところ、ベンゾジアゼピン系と非ベンゾジアゼピン系では、睡眠の質および、認知機能や転倒や交通事故を含む有害事象において有意な違いはなく、睡眠を改善する効果は小さいため、有害事象の多さは利益を正当化しない可能性があることが示唆された。このメタアナリシスでは、高齢者に推奨されないバルビツール酸塩および抱水クロラールは除外されている。
ベンゾジアゼピン系あるいは非ベンゾジアゼピン系は、数日から耐性が生じるため有効性が低下する。最小の作用量で数日間に限った処方が推奨され、高齢者においては完全に避けるべきである。
ベンゾジアゼピン系は同じ機序であるにもかかわらず、一個人に2つ以上の異なるベンゾジアゼピン系が処方され、ノルウェーではそのような処方率は6.9%である。日本での2009年のそのような処方率は、30万件の診療データからの解析では、1剤で72.7%、2剤で21.2%、3剤以上は6.1%である。
国立精神・神経医療研究センター（NCNP）のガイドラインでは、うつ病性不眠治療について、抗うつ薬と睡眠薬の併用がQOLを改善するとしたランダム化比較試験結果は複数存在するが、睡眠薬治療で実際に自殺や再発を減少させるか否かを検証したランダム化比較試験は、現在まで行われていないと述べている。

### 勧告とガイドライン
1996年には、世界保健機関による「ベンゾジアゼピンの合理的な利用」という報告書において、ベンゾジアゼピン系の「合理的な利用」は30日までの短期間にすべきとしている。
英国国立医療技術評価機構（NICE）による、2004年の不眠症のガイドラインにおいて、睡眠薬の利用は重度の不眠に限り、かつ短期間に留めなければならないとしている。非ベンゾジアゼピン系のゾルピデム、ザレプロン、ゾピクロン、短期作用型ベンゾジアゼピンの比較評価については有効なデータがなく、もっとも安価な薬物を選択すべきとしている。投与中に睡眠導入剤を切り替える場合、患者がその薬剤を直接原因とする副作用が発生した場合のみに限るべきだとしている。これらの睡眠導入剤について効果を示さなかった患者については、いかなるほかの薬剤も処方すべきではないとしている。
アメリカ合衆国では、アメリカ食品医薬品局（FDA）によるベンゾジアゼピン系/非ベンゾジアゼピン系の睡眠薬の添付文書には、7 - 10日の短期間の使用に用いる旨が記載されている。

## 副作用
非ベンゾジアゼピン系の処方は増えたが、実際に必要な注意はベンゾジアゼピン系と同じである。
高齢者は、転倒、骨折、認知症と誤診の可能性がある認知や記憶の障害、奇異反応といった、ベンゾジアゼピン系の危険性に対して、より脆弱である。肝機能障害がある場合には、長時間作用型のものでは、排出されず体内に蓄積し有毒な域に達する場合がある。短期間作用型は離脱症状が深刻化しやすい。
ベンゾジアゼピン系などのGABA受容体に作用する薬物は、常用により効果が弱くなる耐性が生じるため、睡眠作用への効果は数週間で薬の服用前にまで弱まる。このため薬剤を追加することで多剤処方となり、高用量の服用が継続された場合の突然の断薬は、激しい離脱症状のため危険となる。
日本の睡眠薬の添付文書にて、アルコールやバルビツール酸系、ベンゾジアゼピン系、またほかの個々の薬剤と一緒に服用すると効果が増強する旨、事故のおそれがあるため自動車や機械を運転しないことを注意する旨、副作用が発現しやすい高齢者には少量から慎重投与する旨、催奇形性や新生児の離脱症状の旨が喚起されている。

乱用薬物の相対的な害に関する図。デビッド・ナットらによる『ランセット』誌に掲載された論文データに基づく。

### 認知機能や事故
2007年3月14日にアメリカ食品医薬品局（FDA）は、非ベンゾジアゼピン系やメラトニン作動薬を含む13種の承認されているすべての睡眠薬のラベルに、これまでのアルコールやほかの中枢神経抑制剤との併用を避ける旨に加えて、睡眠時に自動車の運転を行う（夢遊行動）といった旨を記載し、注意喚起を促している。
2013年1月10日にFDAは、非ベンゾジアゼピン系のゾルピデムの翌朝に持ち越す影響に対して、自動車の運転を含めた覚醒が必要な行動のために、最低用量で用いるよう注意喚起を促した。
1か月以内にベンゾジアゼピン系および非ベンゾジアゼピン系の睡眠薬を摂取していた場合、自動車事故の危険性の有意な増加との関連が見出された。
ベンゾジアゼピン系の長時間作用型でも、短時間作用型でも高齢者の転倒の頻度を増加させる。
また睡眠薬の使用は、高齢者の認知症の危険性を増加させる。

### がん
2年半の追跡で、睡眠薬（ベンゾジアゼピン系、非ベンゾジアゼピン系、バルビツール酸系）を使用していた群は、そうでないよりがんの危険性を35%増加させる。台湾の国民保険システムのデータを解析し、ベンゾジアゼピン系ががんの危険性を19%を増加させることを見出した。

### うつ病リスクの増加
バルビツール酸系の使用は、てんかん患者が抗てんかん薬として使用した場合に、10%までに抑うつ症状を発症させる。
ベンゾジアゼピン系の慢性使用も抑うつを悪化させ、うつ症状は遷延性離脱症候群のひとつである可能性がある。
アメリカ食品医薬品局（FDA）が公開した限られた臨床試験データを後から再度分析したひとつの研究において、非ベンゾジアゼピン系（ゾルピデム、ザレプロン、ゾピクロン）睡眠薬と、メラトニン作動薬（ラメルテオン）の4種類の睡眠薬は、偽薬に比較して、うつ病の危険性を平均して2倍に高める可能性が示唆された。ただし、この結果は偽薬群からは被験者の離脱が多いなどの効果によって結果がゆがめられている可能性がある。また本研究の著者であるKripkeは、睡眠薬の利用に反対するウェブサイトの運営者であるというバイアスを持っている。

### 急性毒性
バルビツール酸系の薬は治療指数が低く、現在では過量服薬の危険性を考慮すると使用は推奨されない。
ベンゾジアゼピンと、アルコール、バルビツール酸系、三環系抗うつ薬、抗精神病薬、抗てんかん薬、抗ヒスタミン剤を併用した過量服薬は、薬剤相互作用で危険である。
アルコール（エタノール）などが死亡に寄与した例を除外し、毒性により死亡したと思われる例は、ベンゾジアゼピン系ではフルニトラゼパムが多かった。
日本では、2010年にも、日本うつ病学会、日本臨床精神神経薬理学会、日本生物学的精神医学会、日本総合病院精神医学会の合同で、多くの種類の薬剤を大量に処方する多剤大量処方に注意喚起を行っている。

### 死亡リスクの増加
2年半の追跡で、睡眠薬（ベンゾジアゼピン系、非ベンゾジアゼピン系、バルビツール酸系）を使用し、死亡率は睡眠薬を服用しない対照群と比べ、年間18回分未満の服用で3.5倍、18回 - 132回分で4.6倍、それ以上では5.3倍であった。20年間の追跡で、睡眠薬の使用および不眠は全死因の増加に関連し、男性では冠動脈疾患、がん、自殺の危険因子であり、女性では自殺の危険因子であった。約1万5,000人の18年の追跡調査では、使用頻度の増加および不眠症に伴って死亡率が高まることが見出され、抗不安薬・睡眠薬の服用群は、男性3.1倍、女性2.7倍、交絡因子を調整して、それぞれ1.7倍と1.5倍であった。13年間の追跡で、抗不安薬・睡眠薬の服用群は3.22倍で、調整後1.36倍であった。

### 他害行為
アメリカ食品医薬品局（FDA）の有害事象報告システム（AERS）のデータを解析し、殺人や傷害などの他害行為のリスクは、トリアゾラム8.7倍（ハルシオン、ベンゾジアゼピン系）、ゾルピデム6.7倍（マイスリー、非ベンゾジアゼピン系）、エスゾピクロン4.9倍（ルネスタ、非ベンゾジアゼピン系）、ジアゼパム3.1倍（セルシン、ベンゾジアゼピン系）、アルプラゾラム3.0倍（ソラナックス、ベンゾジアゼピン系）、クロナゼパム2.8倍（リボトリール、ベンゾジアゼピン系）であった。他害行為の副作用は、短時間作用型のものの傾向がみられる。アメリカと日本での承認状況が異なる。アメリカでは、フルニトラゼパムは医療用に承認されていないが、ほかの国の調査で健忘を伴う暴力行為との関連が見られている。

### 奇異反応
奇異反応は予想された作用と反対の作用が生じることである。深刻なものに、飛び降りや首にひも状のものを巻きつけるなどの自殺企図を行ったあとに助かったが、そのときの記憶は健忘しているというものがある。市販される睡眠薬の抗ヒスタミン剤（商品名ドリエルなど）でも、幻覚、妄想、せん妄、不安、焦燥に陥る危険性がある。

### 依存症
| 薬物             | 平均 | 快感 | 精神的依存 | 身体的依存 |
| ---------------- | ---- | ---- | ---------- | ---------- |
| ヘロイン         | 3.00 | 3.0  | 3.0        | 3.0        |
| コカイン         | 2.37 | 3.0  | 2.8        | 1.3        |
| アルコール       | 1.93 | 2.3  | 1.9        | 1.6        |
| たばこ           | 2.21 | 2.3  | 2.6        | 1.8        |
| バルビツール酸   | 2.01 | 2.0  | 2.2        | 1.8        |
| ベンゾジアゼピン | 1.83 | 1.7  | 2.1        | 1.8        |
| アンフェタミン   | 1.67 | 2.0  | 1.9        | 1.1        |
| 大麻             | 1.51 | 1.9  | 1.7        | 0.8        |
| LSD              | 1.23 | 2.2  | 1.1        | 0.3        |
| エクスタシー     | 1.13 | 1.5  | 1.2        | 0.7        |

薬物依存症のリスクが存在する。ベンゾジアゼピン系/非ベンゾジアゼピン系の、依存症は、長期間、高用量、短期作用型、また力価が強い場合に起こりやすくなる。
2007年『ランセット』誌の「潜在的な乱用のための薬物の有害性を評価する合理的な尺度の開発」(Development of a rational scale to assess the harm of drugs of potential misuse) という論文において、20の乱用薬物に関する身体依存性、精神依存性、快感が評価された。右である。

### 離脱症状
バルビツール酸系、ベンゾジアゼピン系/非ベンゾジアゼピン系は、服薬を中止すると、離脱症状を生じる可能性がある。
医師に離脱のための知識がない可能性がある。そのため、離脱の説明がなかったり、急速な断薬や力価の違う薬剤への切り替えにより離脱症状が強く生じたりする可能性がある。
ベンゾジアゼピン系/非ベンゾジアゼピン系の離脱症状は、不安がもっとも一般的で、一般的なものは不眠症、易刺激性、興奮、抑うつ、振戦、目まい、パニック発作、身体や視覚や聴覚に対する過敏症といった知覚障害であり、高用量のベンゾジアゼピンを中止する場合には、発作、せん妄、精神病が起きる場合がある。離脱時の発作は致命的となる可能性があるため、入院デトックスを要するような危険な発作や振戦せん妄（DT）の兆候である頻脈、発汗、手の震えや不安の増加、精神運動性激越、吐き気や嘔吐、一過性の知覚障害の評価が必要である。また離脱症状の特徴として遷延性離脱症候群が生じる。
またベンゾジアゼピン系薬、バルビツール酸系薬（またアルコールも）の離脱に抗精神病薬の使用は推奨できずアリピプラゾール、クエチアピン、リスペンドン、ジプラシドンのような非定型抗精神病薬あるいは、クロルプロマジンのような効果の弱いフェノチアジンは、発作閾値を低下させ離脱症状を悪化させる。
アシュトンにより、これらの離脱症状は長期間にわたる傾向があるため、激しい離脱症状を避けるために、ジアゼパムのような低力価で長時間作用型の薬剤に等価換算で置換し、個々の状態に対応しながら1 - 2週間ごとに、あるいはそれよりも遅く、以前より10%減らすといった、長ければ半年以上かけて徐々に漸減する方法が推奨されている。とりわけ高用量の場合、そうでなくとも、置換は一方を漸減し、もう一方を漸増する方法（クロステーパーという方法）が推奨される。
突然の断薬により激しい離脱症状が生じた場合、以前より増量することで効果が出る可能性がある。
ベンゾジアゼピン離脱症状と、抗うつ薬のSSRIにおける離脱症状は酷似している。

## 各国での規制
1971年の向精神薬に関する条約により、ベンゾジアゼピンのクロナゼパムおよびバルビツールのフェノバルビタールは、付表IV（スケジュールIV）の規制が定められた。
現在では、睡眠薬は国際条約の付表IIIおよびIVに定められている。
日本において、麻薬及び向精神薬取締法で、法律上の向精神薬に定められ、一定の規制がある。
アメリカでは、規制物質法の付表IVに定められるものが多い。
トリアゾラム（ハルシオン）はいくつかの国で規制されている。

### フルニトラゼパム
アメリカでは、フルニトラゼパム（ロヒプノール、サイレース）は、前向性健忘の危険性が強いため医療用として未承認のまま、1984年11月5日にスケジュールIVに位置づけられたままである
イギリスでは、フルニトラゼパムはNHSブラックリストに載っており、国民保健サービス（NHS）を通じて処方することはできない。

## 事例

### アメリカ空軍での使用
アメリカ空軍では任務遂行後のパイロットの疲労回復のため、ベンゾジアゼピン系睡眠薬の使用を認める。砂漠の作戦ではトリアゾラムが使用される。ベンゾジアゼピン系の副作用を避けるために、ゾルピデムが使用されることもある。

### 高齢者
イギリスの不眠症を持つ高齢者を対象とした調査によれば、その全員が過去6か月間以内に睡眠薬を処方されていた。しかし患者5人に1人は睡眠薬の処方箋について医師はレビューしておらず、また患者5人に4人は睡眠薬を服用したにもかかわらず睡眠障害であった。さらに8割以上は睡眠薬による自分の睡眠の質を「かなり悪い」「非常に悪い」と評価し、かつ半数は日中の疲れに苦しんでいた。